# 1608 en santé et médecine
| Années de la santé et de la médecine : 1605 - 1606 - 1607 - 1608 - 1609 - 1610 - 1611    |
| Décennies de la santé et de la médecine : 1570 - 1580 - 1590 - 1600 - 1610 - 1620 - 1630 |

Cet article présente les faits marquants de l'année 1608 en santé et médecine.

## Événements
- Claude Charles (1576-1631), doyen de la Faculté, « interdit aux médecins de Paris de consulter avec des médecins étrangers, hormis le Premier médecin du roi et celui de la reine[1] ».

## Publications
- Publication, dans les Institutionum pharmaceuticarum libri quinque de Jean de Renou, du « jusjurandum pharmacopoeorum », qui sera traduit en français par Louis de Serres en 1624 sous le terme de « serment des apothicaires chrétiens et craignant Dieu », et connu par la suite comme « serment de Galien[2] ».
- Publication posthume du De morbis oculorum de Johan Van Heurne (1543-1601), médecin et philosophe néerlandais[3].
- 1602-1608 : Félix Platter (1536-1614) publie les trois volumes de sa Praxis medica où, pour la première fois, les maladies sont classées en fonction de leurs symptômes[4].

## Personnalités
- 1588-1608 : fl. Guillaume Baucinet, médecin paracelsien français[5].
- 1597-1608 : fl. Israël Harvet, médecin paracelsien français[5].

## Naissance
- 28 janvier : Giovanni Alfonso Borelli (mort en 1679), mathématicien, philosophe, astronome, médecin et physiologiste italien[6].